# 舞鶴港駅
舞鶴港駅（まいづるこうえき）は、かつて京都府舞鶴市上安久に存在した日本国有鉄道（国鉄）舞鶴線貨物支線（通称舞鶴港線）の貨物駅である。同支線の終着駅であった。

## 概要
舞鶴西港に面した場所にあった。舞鶴鎮守府開府後に軍需物資の輸送及び、国際貿易港として指定を受け急速に発展した舞鶴港の荷揚輸送のために開設された。また一時期、旅客営業も行っていた。
西港の旧第一埠頭、第二埠頭に構内側線が引き込まれていた。そのうち旧第一埠頭には船舶から貨物を降ろし貨車に積み込むテルファーが存在した。その他、第四埠頭へ続く京都府営専用線が存在した。

## 歴史
- 1904年（明治37年）11月3日：官設鉄道の舞鶴海岸荷扱所として開業[1]。即日阪鶴鉄道に貸与。
- 1907年（明治40年）8月1日：阪鶴鉄道が国有化[1]。
- 1913年（大正2年）4月10日：海舞鶴駅に改称[1]。旅客営業開始[1]。
- 1924年（大正13年）4月12日：旅客営業廃止[1]。
- 1966年（昭和41年）10月1日：舞鶴港駅に改称[1]。
- 1985年（昭和60年）
  - 3月12日：最終運行[2]。
  - 3月14日：廃止[2]。

## 現在の駅周辺
- 第八管区海上保安本部
  - 海上保安庁舞鶴海上保安部
- ハローワーク舞鶴（舞鶴公共職業安定所）

## 隣の駅
日本国有鉄道
舞鶴線貨物支線（舞鶴港線）
西舞鶴駅 - 舞鶴港駅